# Каплунов, Илья Макарович
Каплуно́в Илья́ Мака́рович (8 июля 1918, Чапушка, Саратовская губерния — 18 декабря 1942, хутор Верхнекумский, Сталинградская область) — гвардии красноармеец, наводчик противотанкового ружья (ПТР) 4-го стрелкового полка 98-й стрелковой дивизии 2-й гвардейской армии Сталинградского фронта, Герой Советского Союза.

## Биография
Родился 8 июля 1918 года в деревне Чапушка Балашовского уезда Саратовской губернии (ныне — Аркадакский район Саратовской области).
Окончил 6 классов Аркадакской средней школы, затем — училище. До призыва в армию работал чернорабочим на маслозаводе, слесарем и молотобойцем в сельскохозяйственной школе.
В 1938 году призван в РККФ, служил на Тихоокеанском флоте в военно-морской авиации.
В октябре 1941-го с группой военных моряков прибыл на фронт, где принимал участие в боях в составе 2-й гвардейской армии.
В середине декабря 1942 года 98-я дивизия преградила путь наступающей танковой армии фельдмаршала фон Манштейна. Полк, в котором служил Илья Каплунов, держал оборону под хутором Верхнекумский. 18 декабря в районе высоты 137,2 гвардейцы отбили четыре атаки противника с большими для него потерями. После полудня гитлеровцы на узком участке фронта бросили в бой свой последний резерв — 17-ю танковую дивизию и 65-й танковый батальон.
В неравном бою погибли все бойцы роты, и Каплунов остался один против пяти средних танков. Бронебойщик смело вступил в неравный поединок и меткими выстрелами подбил два вражеских танка PzKpfw III. Оставшиеся немецкие машины медленно приближались к высоте. Две из них свернули вправо и были уничтожены бронебойно-зажигательными пулями Каплуновым. Немцы заметили Каплунова и решили уничтожить его. На большой скорости пятый, последний танк помчался прямо на окоп Каплунова. Стрелять из противотанкового ружья было нечем: кончились патроны. Каплунов схватил противотанковую гранату, но бросить её не успел: бронированная машина всей своей многотонной тяжестью навалилась на траншею. Когда танк миновал окоп, Каплунов одну за другой бросил две гранаты на моторную часть танка. У танка сдетонировали боеприпасы, башня танка была сорвана и отброшена в сторону. Вскоре из-за балки выехали ещё четыре танка. Каплунов подбил три из них, однако и сам получил два тяжёлых ранения: в ногу и руку. Ценой собственной жизни, тяжело раненый Каплунов смог остановить и четвёртый танк. Ещё никто из советских солдат не мерился своими силами с такой бронированной крепостью. По другим данным Каплунов огнём из ПТР и гранатами подбил пять танков, после чему ему оторвало левую ногу. Каплунов, истекая кровью, подбил ещё три танка, но ему оторвало левую руку. Каплунов гранатами подбил ещё один, девятый танк. Через несколько дней кровопролитное сражение на рубеже реки Аксай Есауловский закончилось полной победой советских войск. Каплунова подобрали санитары, и на следующий день, 20 декабря 1942 года, он скончался в госпитале, не приходя в сознание.
Звание Героя Советского Союза Каплунову Илье Макаровичу присвоено посмертно указом Президиума Верховного Совета СССР от 26 октября 1943 года за уничтожение 9 танков противника в бою под хутором Верхнекумский и проявленные при этом доблесть и мужество. Похоронен в братской могиле под хутором Нижнекумский Октябрьского района Волгоградской области.

## Память
В начале 1943 года комсомольцы Аркадакского района собрали деньги на постройку танка «Илья Каплунов». Танк был вручён танкисту-саратовцу майору В. М. Муравлеву, который провёл его от берегов Волги до Берлина. Подвиг Ильи Каплунова воспет поэтами, запечатлён на полотнах художников.
Именем Героя названы улицы во Владивостоке, гарнизоне Романовка-2 (Приморский край), Волгограде, Аркадаке и в посёлке Октябрьский. Его имя высечено на памятнике героям Сталинградской битвы в Волгограде.
Приказом войскам Южного фронта от 13 мая 1943 года И. М. Каплунов навечно зачислен в списки 260-го гвардейского стрелкового полка 86-й гвардейской стрелковой дивизии. До конца 1980-х годов полк дислоцировался в городе Флорешты и входил в состав 86-й гвардейской мотострелковой дивизии 14-й гвардейской общевойсковой армии Одесского военного округа.
Бюст установлен на аллее Героев перед штабом 7060-й авиабазы морской авиации ТОФ (в/ч 69262) в гарнизоне Елизово Камчатского края.
Бюст установлен в гарнизоне Романовка-2 (Пристань) Приморского края.
В 1961 году над братской могилой, где похоронен Каплунов, установлена скульптура Каплунова с противотанковым ружьём в руках.
В 1972 году в честь И. М. Каплунова названа бухта (бухта Каплунова, Японское море, материковое побережье к востоку от бухты Успения).

## Награды
- Герой Советского Союза (26 октября 1943, медаль «Золотая Звезда»)[10];
- Орден Ленина (26 октября 1943)[10]